# L. Viola Kinney
L. Viola Kinney (Sedalia, c. 1890 — Sedalia, 1945) foi uma compositora, pianista e professora estado-unidense dos séculos XIX e XX. A sua obra para piano solo, Mother's Sacrifice, foi publicada em 1909 e gravada pela Albany Records em 2005.

## Biografia
Nascida como Lady Viola Kinney em Sedalia, no estado do Missúri, era filha de Patrick e Lillian Kinney e tinha quatro irmãos. O seu pai era cozinheiro e a sua mãe trabalhava nas lojas da Missouri Pacific Railroad. Kinney estudou música na Universidade do Oeste, uma universidade historicamente negra situada em Quindaro, Kansas City, no estado do Cansas, onde frequentou as classes de harmonia e da sociedade filarmónica, sob a tutela do diretor do departamento de música, Robert G. Jackson. Após concluir o ensino superior, ela voltou a Sedalia, e em 1911 iniciou aos trinta e cinco anos de idade a sua carreira como professora de música e inglês na Lincoln High School, um liceu segregado. Kinney tornou-se chefe do departamento de música do liceu e também deu recitais de piano em Sedalia e nas cidades vizinhas. Casou-se em 1918 com o empresário Frederick Ferguson, mas divorciou-se em 1925. Após a separação, Kinney viveu na casa da mãe viúva e posteriormente mudou o seu nome para o de solteira.
Kinney morreu em 1945 e foi sepultada no cemitério de Crown Hill em Sedalia. A sua obra para piano solo, Mother's Sacrifice (em português:  O Sacrifício Maternal), é a única composição que foi encontrada, embora tenha registado os direitos de autor de duas composições: Show Me, com o texto de Fredericka Douglass Perry (1941) e Time Out for Love (1943).

## Mother's Sacrifice

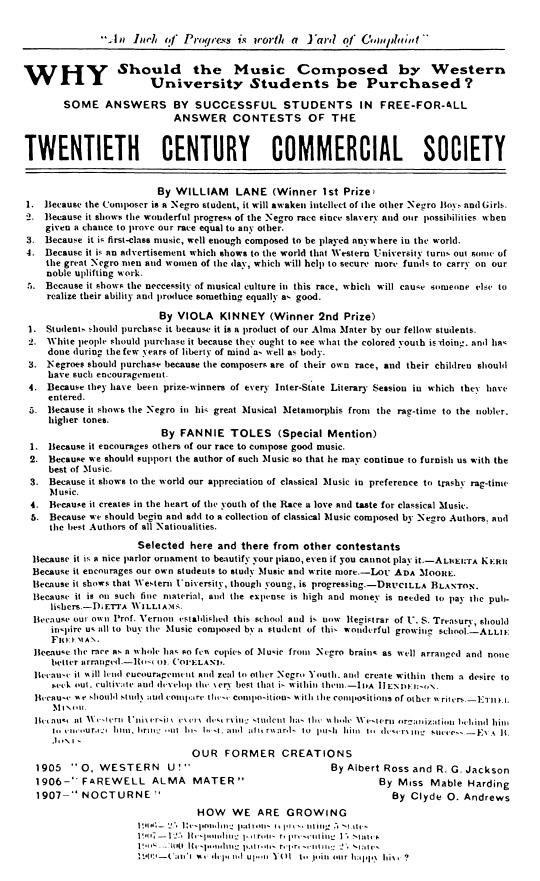
A contracapa da partitura de Mother's Sacrifice, publicada em 1909.

A obra Mother’s Sacrifice de L. Viola Kinney venceu o segundo prémio no Concurso Musical Original da Sociedade Literária Interestadual realizado em Omaha, Nebrasca, no ano de 1908. O primeiro prémio foi vencido por Claude Minor de Lawrence, no Cansas, que também frequentou as aulas de harmonia da Universidade do Oeste. Um ano depois, foi publicada pela Twentieth Century Commercial Society da Universidade do Oeste. A partitura foi publicada novamente na obra, Black women composers: a century of piano music (1893-1990), em 1992.
Quando foi feita a pergunta de por que as músicas compostas pelos alunos da Universidade do Oeste teriam de ser compradas, Viola Kinney, então aluna da universidade, escreveu:
1.Os alunos devem comprá-las, porque é um produto da nossa Alma mater feito pelos nossos companheiros.
2.As pessoas brancas devem comprá-las, porque devem observar o que a juventude colorida está realizando, e tem realizado durante os poucos anos da liberdade de espírito, e também do corpo.
3.As pessoas negras devem comprá-las, porque os compositores são da sua própria etnia, e os seus filhos devem ser incentivados.
4.Porque venceram os prémios de cada Sessão Literária Interestadual em que participaram.

5.Porque mostra o negro na sua grande Metamorfose Musical desde o género musical ragtime, até aos tons mais nobres e superiores.
Mother's Sacrifice foi gravada em 2005 e incluída no CD Soulscapes, uma antologia das músicas para piano de mulheres afro-americanas, lançada pela editora discográfica Albany Records. Em 2009, para assinalar o centésimo aniversário da sua publicação, a obra Mother's Sacrifice foi tocada durante um concerto realizado na Universidade da Geórgia Ocidental.